# Carl Adlersparre
Carl Adlersparre, född 1752 och död 1825, var en svensk arkivman och urkundsutgivare.

## Biografi
Son till Överstelöjtnant Kristoffer Adlersparre och Ebba Sofia Planting-Bergloo. Adlersparre ägnade största delen av sitt liv åt riksarkivets tjänst och var under titeln arkivsekreterare dess chef 1795-1822; trots obestridliga förtjänster förmådde han på grund av arkivets vanskliga yttre förhållanden och myndigheternas bristande intresse inte uträtta något väsentligt för dess uppryckning. Adlersparre utgav en omsorgsfullt redigerad publikation av handlingar från 15- och 1600-talet "Historiska samlingar" (5 band 1793-1822).
Carl Adlerspare var bror till Georg Adlersparre och Axel Adlersparre